# Horace St Paul
Horace St Paul – brytyjski dyplomata żyjący w XVIII wieku. 
Pochodził ze szlacheckiej rodziny w Northumbrii. Siedzibą rodu był Ewart Park niedaleko Berwick on Tweed. St Paul jest autorem dzienników z wojny siedmioletniej (1756-1763). 
W latach 1776–1778 był brytyjskim ambasadorem w Sztokholmie.
Jego synem był Sir Horace David Cholwell St Paul, 1st Baronet (1775-1840) poseł do parlamentu.